# Прогресивно-консервативна партія Альберти
Прогресивно-консервативна партія Альберти — правоцентрична партія провінції Альберта. Лідер партії в 2006—2011 канадець українського походження Едвард Стельмах.

## Історія
Була створена 1905 року після розпаду ліберально-консервативної партії Північно-Західних територій. На той час основною різницею між прогресивно-консервативною партією і Ліберальною партією Альберти було те, що торі вважали, що кожна провінція сама має розпоряджатися своїми ресурсами.
У 1913 вибори , торі досягли прориву, завоювавши 18 місць і 45% голосів.Попри цей результат, і навіть кращий результат в 1917 , вони були ще не в змозі перемогти лібералів.Торі потім розділилися на «традиційних» і «радикальних».

## Сучасність
4 квітня 2006 року тодішній лідер партії Ральф Кляйн отримав 55% голосі підтримки він проголосив, що бажає піти у відставку з посади прем'єра Альберти. Після двох турів виборів чотирнадцятим прем'єром Альберти став канадець українського походження Едвард Стельмах.
25 січня 2011, Стельмах заявив про свій намір піти з поста лідера партії і прем'єр-міністра до наступних провінційних виборів в результаті суперечки зі своїм міністром фінансів, Тедом Мортоном через бюджет провінції. Передбачається, що Стельмах офіційно піде у відставку у вересні 2011 року.